# Tiết diện hấp thụ

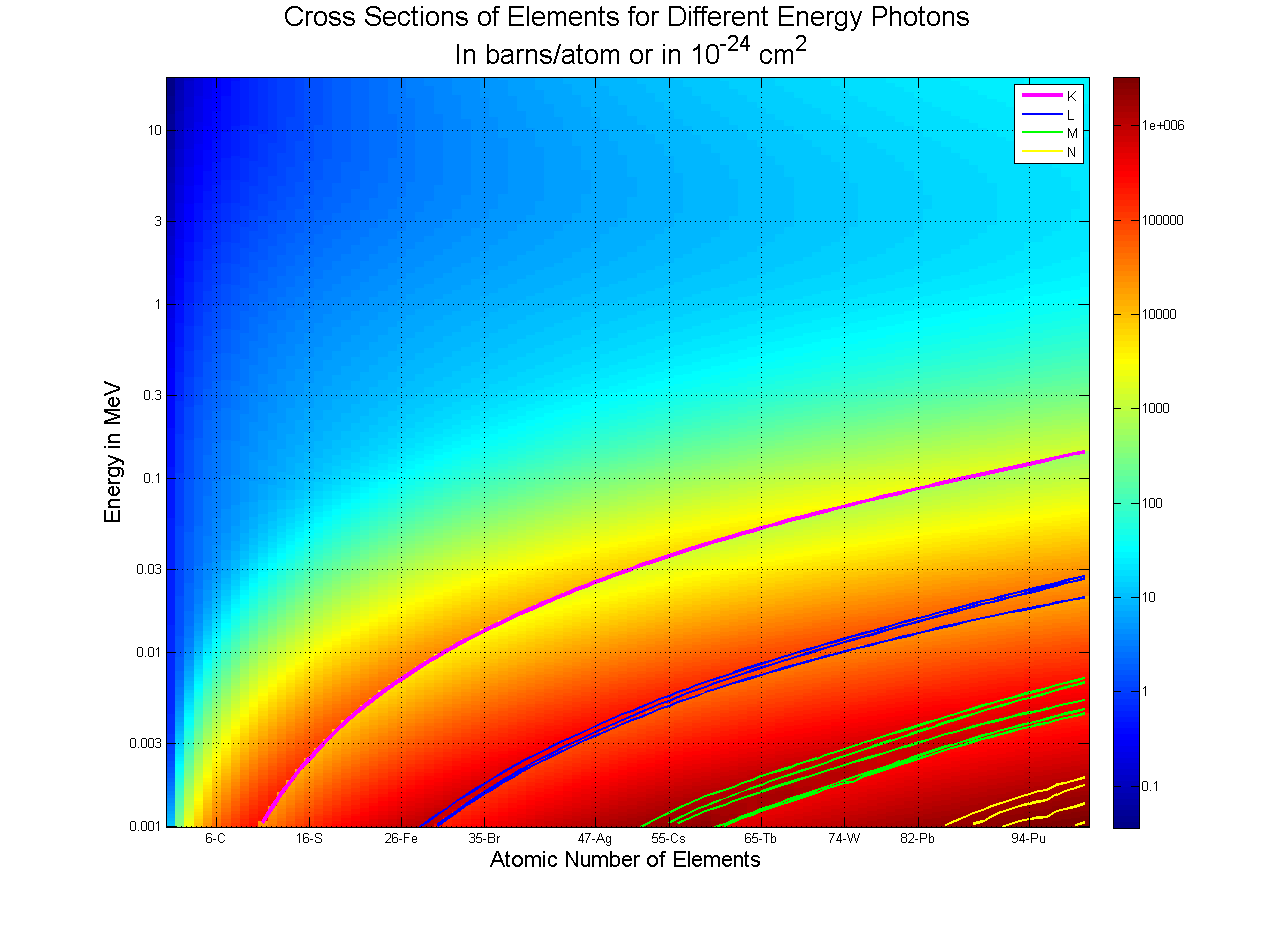
Giá trị tiết diện của tất cả các nguyên tố có số nguyên tử Z nhỏ hơn 100 được thu thập cho các photon có năng lượng từ 1 keV đến 20 MeV. Sự không liên tục trong các giá trị là do các cạnh hấp thụ cũng được hiển thị.

Tiết diện hấp thụ là thước đo xác suất của quá trình hấp thụ. Tổng quát hơn, thuật ngữ tiết diện được sử dụng trong vật lý để định lượng xác suất của một tương tác hạt-hạt nhất định, ví dụ, tán xạ, hấp thụ điện từ, v.v. (Lưu ý rằng ánh sáng trong bối cảnh này được mô tả là bao gồm các hạt, tức là photon) Để vinh danh sự đóng góp cơ bản của Maria Goeppert Mayer cho khu vực này, đơn vị cho mặt cắt hấp thụ hai photon được đặt tên là "GM". Một GM là 10−50 cm4 photon−1.
Trong bối cảnh ozone che chắn tia cực tím, tiết diện hấp thụ là khả năng của một phân tử hấp thụ một photon có bước sóng và phân cực cụ thể. Tương tự, trong bối cảnh kỹ thuật hạt nhân, nó đề cập đến xác suất hạt (thường là neutron) được hạt nhân hấp thụ. Mặc dù các đơn vị được đưa ra như một khu vực, nó không đề cập đến một khu vực kích thước thực tế, ít nhất một phần vì mật độ hoặc trạng thái của phân tử mục tiêu sẽ ảnh hưởng đến xác suất hấp thụ. Về mặt định lượng, số dN của photon được hấp thụ, giữa các điểm x và x + dx dọc theo đường đi của chùm tia là tích của số N của photon xuyên qua đến độ sâu x nhân với số n của các phân tử hấp thụ trên một đơn vị thể tích phần σ:
{\displaystyle {\frac {dN}{dx}}=-Nn\sigma }.
Tiết diện hấp thụ có liên quan chặt chẽ với độ hấp thụ mol và hệ số hấp thụ khối lượng. Đối với một hạt nhất định và năng lượng của nó, tiết diện hấp thụ của vật liệu đích có thể được tính từ hệ số hấp thụ khối lượng bằng cách sử dụng:
{\displaystyle \sigma =(\mu /\rho )m_{a}/N_{A}}
trong đó:
- {\displaystyle \mu /\rho } là hệ số hấp thụ khối lượng
- {\displaystyle m_{a}} là nguyên tử khối với đơn vị g/mol
- {\displaystyle N_{A}} là hằng số Avogadro và là số lượng phân tử trên mỗi mol

Điều này cũng thường được thể hiện là:
{\displaystyle \sigma =\alpha /N}
Ở đâu:
- {\displaystyle \alpha } là hệ số hấp thụ
- {\displaystyle N} là mật độ số nguyên tử